# Facultad de Artes de la Universidad Nacional de La Plata
La Facultad de Artes, denominada institucionalmente hasta 2019 como Facultad de Bellas Artes, se creó definitivamente en el ámbito de la Universidad Nacional de La Plata (Argentina) en 1974, con el antecedente de la carrera de Dibujo del Museo de La Plata, en 1905.

## Historia
En el siglo XX existía bajo el Ministerio de Instrucción Pública de la Nación el "Instituto de Artes y Oficios y Artes Gráficas" y el 12 de agosto de 1905 fue trasladado al ámbito nacional la Universidad Nacional de La Plata y con ella, se agrupó el Instituto de Artes. En el mismo año se crea la carrera de Dibujo en el Museo de La Plata que inscribió a unos 40 alumnos, al año siguiente se cambió la denominación del Instituto por la de "Academia de Dibujo y Bellas Artes", siendo parte integrante del Museo.
En 1924, luego de una reestructuración se crea la "Escuela Superior de Bellas Artes", ubicada en la antigua sede del Teatro Argentino. La Escuela poseía contenidos de bellas artes y de dibujo técnico, así como un curso técnico de dibujo para obreros. En 1926 se comienza a edificar un edificio propio que culminará diez años después, frente a la Plaza Rocha.
En 1937 con las reformas en los planes de estudio se la vinculó a la Facultad de Humanidades en cuanto al área pedagógica. Entre 1948 y 1953 se publicó la Revista Imagen de la entonces Escuela Superior. En 1961 con la nueva reforma, se introdujeron las carreras de Plástica y Música y los diseños con carácter experimental de Diseño y Comunicación Visual y Diseño en Arte Industrial, también se constituyó el departamento de Cinematografía con su carrera de Realizador.
En 1973 se convierte en "Facultad de Artes y Medios Audiovisuales" y, al año siguiente adoptará definitivamente el nombre de "Facultad de Bellas Artes". En 1976 y en un contexto represivo, el interventor militar Eduardo Luis Saccone decreta la suspensión del Departamemo de Cinematografía y, posteriormente, el cierre de la carrera de Cine, que reabrirá nuevamente en 1993. Paralelamente, también se cerraron las carreras de Mosaico y Vitral en 1980 y, finalmente, en 1981 las carreras de Mural, Violín, Canto, Guitarra y Piano.

Curso de escultura en la Escuela Superior de Bellas Artes, 1949. Fotografía tomada por el historiador del arte Ángel Osvaldo Nessi.

En 2019, por resolución del Consejo Superior de la UNLP, cambió su denominación a «Facultad de Artes». En el mismo año se realizó la reparación de legajos de docentes, graduados, estudiantes y nodocentes de esa casa de estudios, en el marco del Programa de Reparación de Legajos de la Universidad Nacional de La Plata.

## Carreras
- Licenciatura y Profesorado en Música con orientación en Música Popular
- Licenciatura y Profesorado en Música con orientación en Composición
- Licenciatura y Profesorado en Música con orientación en Guitarra
- Licenciatura y Profesorado en Música con orientación en Piano
- Licenciatura y Profesorado en Música con orientación en Dirección Orquestal
- Licenciatura y Profesorado en Música con orientación en Dirección Coral
- Licenciatura y Profesorado en Música con orientación en Educación Musical
- Licenciatura y Profesorado en Historia del Arte con orientación en Artes Visuales
- Licenciatura y Profesorado en Artes Plásticas con orientación en Pintura
- Licenciatura y Profesorado en Artes Plásticas con orientación en Escultura
- Licenciatura y Profesorado en Artes Plásticas con orientación en Cerámica
- Licenciatura y Profesorado en Artes Plásticas con orientación en Grabado y Arte Impreso
- Licenciatura y Profesorado en Artes Plásticas con orientación en Escenografía
- Licenciatura y Profesorado en Artes Plásticas con orientación en Dibujo
- Licenciatura y Profesorado en Artes Plásticas con orientación en Muralismo
- Licenciatura y Profesorado en Artes Plásticas con orientación en Arte Público y Monumental
- Licenciatura y Profesorado en Artes Audiovisuales
- Diseño en Comunicación Visual y Profesorado en Diseño en Comunicación Visual
- Tecnicatura Universitaria en Sonido y Grabación
- Diseño Industrial y Profesorado en Diseño Industrial
- Licenciatura y Profesorado en Diseño Multimedial